# Romeinse verovering van Britannia
Na een eerdere afgeblazen poging onder Caligula liet keizer Claudius I in 43 n.Chr. een leger verzamelen met als doel een invasie in Brittannië uit te voeren om daar Verica, koning van de Atrebati, verbannen door de Britse koning Cunobelin, terug op de troon te plaatsen. Aulus Plautius, een vooraanstaand senator, kreeg de algemene leiding over vier legioenen (met een totale sterkte van zo'n 20.000 legionnairs) plus nog ongeveer een gelijk aantal hulptroepen. De legioenen waren:
- Legio II Augusta
- Legio IX Hispana
- Legio XIV Gemina
- Legio XX Valeria Victrix

Van het legioen II Augusta is bekend dat deze onder commando stond van de toekomstige keizer Vespasianus. Drie andere mannen met een passende rang om legioenen aan te voeren zijn bekend uit bronnen die over de invasie hebben geschreven. Cassius Dio vermeldt Gnaeus Hosidius Geta, die waarschijnlijk IX Hispana leidde, en Vespasianus broer Titus Flavius Sabinus de Jongere. Eutropius vermeldt Gnaeus Sentius Saturninus, maar als voormalig consul was deze waarschijnlijk te senior om nog een legioen aan te voeren, misschien vergezelde hij later Claudius tijdens diens bezoek aan Britannia.

## Invasie
Aulus Plautius leidde de expeditie. Hij landde op Wight, stak de Theems over en een legerde een garnizoen in Camelodunum (het huidige Colchester). Claudius bezocht de troepen gedurende 16 dagen en keerde in triomf naar Rome terug.

## Voetnoten
1. ↑  Dio Cassius, Roman History 60.19-22
2. ↑  Cassius Dio schreef waarschijnlijk ten onrechte dat Sabinus onder bevel van Vespasianus stond, maar aangezien Sabinus de oudere broer was en hij Vespasianus ook was voorafgegaan in de cursus honorum, is het zeer onwaarschijnlijk dat hij de functie van militaire tribuun vervulde.
3. ↑  Eutropius, Abridgement van Roman History 7:13.